# Johann von Michelsohnen

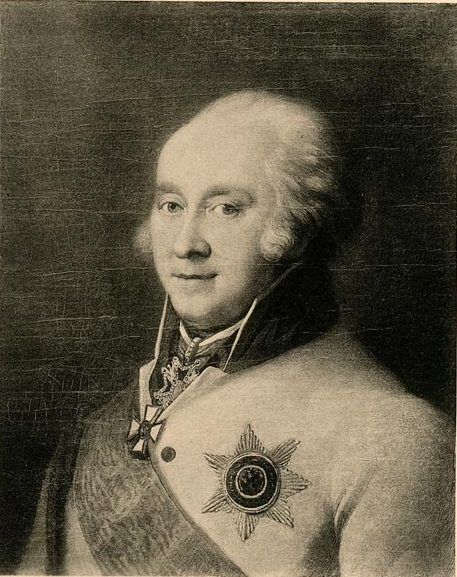
Johann von Michelsohnen

Johann von Michelsohnen (russisch Иван Иванович Михельсон* 1735; † 9. August 1807 in Bukarest) war ein russischer General der Kavallerie.

## Leben

### Familie
Johann entstammte einem schwedischen Adelsgeschlecht. Seine Eltern waren der schwedische Generalmajor und russische Oberst Johann Georg von Michelsohnen und Rebecca Catharina, geb. von Igeln.
Er vermählte sich in erster Ehe mit Wilhelmine Freiin von Igelström, einer Schwester des russischen Generals Gustav Heinrich von Igelström (1737–1823). In zweiter Ehe heiratete er 1781 die St. Katharinen-Ordensdame Charlotte Helene von Rehbinder, eine Tochter des russischen Generalleutnant und Generalgouverneur Reinhold Johann von Rehbinder (1732–1792).

### Werdegang
Michelsohnen bestritt eine Offizierslaufbahn in der Kaiserlich Russischen Armee, kämpfte im Siebenjährigen Krieg, im 5. Russischen Türkenkrieg, im Russisch-Österreichischen Türkenkrieg und im Russisch-Schwedischen Krieg.
Nachdem er gegen die Konföderation von Bar im Felde stand, zeichnet er sich 1775 als Oberst besonders bei der Niederwerfung des Aufstandes Pugatschows gegen Katharina II. aus. 1783 avancierte er zum Generalmajor der Garde zu Pferde und war 1788 als Generalleutnant Korpskommandeur in Finnland. In den Jahren 1801 bis 1803 war er Militärgouverneur in Neurussland sowie von 1803 bis 1807 Militärgouverneur in Witebsk und Mogilew, wobei er 1805 als Kommandeur der Westarmee und 1806 bis 1807 als Kommandeur der Dnestrarmee abwesend war.
Michelsohnen war Inhaber des Alexander-Newski-Ordens, des St. Georgs-Orden III. Klasse und des St.-Andreas-Orden. Er war von 1782 bis 1795 im Besitz der Güter Salishof (1782–1795) und bis 1792 Loeweküll, hatte zudem 1783 das estländische und 1784 kurländische Indigenat erhalten.